# Seznam dílů seriálu Nancy Drew (2019)
Toto je seznam dílů seriálu Nancy Drew. Americký dramatický televizní seriál Nancy Drew je vysílán od 9. října 2019 na stanici The CW. Dosud bylo odvysíláno 49 dílů seriálu.

## Přehled řad
| Řada | Díly          | Premiéra v USA | Premiéra v USA |
| Řada | Díly          | První díl      | Poslední díl   |
| ---- | ------------- | -------------- | -------------- |
| 1    | 18            | 9. října 2019  | 15. dubna 2020 |
| 2    | 18            | 20. ledna 2021 | 2. června 2021 |
| 3    | 13            | 8. října 2021  | 28. ledna 2022 |
| 4    | bude oznámeno | bude oznámeno  | bude oznámeno  |

## Seznam dílů

### První řada (2019–2020)
| Č. v seriálu | Č. v řadě | Původní název                      | Režie             | Scénář                                                                   | Premiéra v USA     |
| ------------ | --------- | ---------------------------------- | ----------------- | ------------------------------------------------------------------------ | ------------------ |
| 1            | 1         | Pilot                              | Larry Teng        | námět: Noga Landau scénář: Noga Landau, Josh Schwartz a Stephanie Savage | 9. října 2019      |
| 2            | 2         | The Secret of the Old Morgue       | Larry Teng        | Noga Landau                                                              | 16. října 2019     |
| 3            | 3         | The Curse of the Dark Storm        | John Kretchmer    | Jesse Stern a Lisa Bao                                                   | 23. října 2019     |
| 4            | 4         | The Haunted Ring                   | Larry Teng        | Céline Geiger                                                            | 30. října 2019     |
| 5            | 5         | The Case of the Wayward Spirit     | Claudia Yarmy     | Melinda Hsu Taylor a Katherine DiSavino                                  | 6. listopadu 2019  |
| 6            | 6         | The Mystery of Blackwood Lodge     | Amanda Row        | Alex Taub a Andrea Thornton Bolden                                       | 13. listopadu 2019 |
| 7            | 7         | The Tale of the Fallen Sea Queen   | Rebecca Rodriguez | Erika Harrison a Katie Schwartz                                          | 20. listopadu 2019 |
| 8            | 8         | The Path of Shadows                | Alexis Ostranderz | Jesse Stern                                                              | 4. prosince 2019   |
| 9            | 9         | The Hidden Staircase               | Shannon Kohli     | Melinda Hsu Taylor                                                       | 11. prosince 2019  |
| 10           | 10        | The Mark of the Poisoner's Pearl   | Sydney Freeland   | Katherine DiSavino a Lisa Bao                                            | 15. ledna 2020     |
| 11           | 11        | The Phantom of Bonny Scot          | Ramsey Nickell    | Andrea Thornton Bolden a Katie Schwartz                                  | 22. ledna 2020     |
| 12           | 12        | The Lady of Larkspur Lane          | Greg Beeman       | Erika Harrison                                                           | 29. ledna 2020     |
| 13           | 13        | The Whisper Box                    | Larry Teng        | Noga Landau a Alex Taub                                                  | 5. února 2020      |
| 14           | 14        | The Sign of the Uninvited Guest    | Amanda Row        | Katherine DiSavino                                                       | 26. února 2020     |
| 15           | 15        | The Terror of Horseshoe Bay        | Katie Eastridge   | Jen Vestuto a Melissa Marlette                                           | 4. března 2020     |
| 16           | 16        | The Haunting of Nancy Drew         | Ruben Garcia      | Noga Landau a Katie Schwartz                                             | 11. března 2020    |
| 17           | 17        | The Girl in the Locket             | Larry Teng        | Melinda Hsy Taylor a Lisa Bao                                            | 8. dubna 2020      |
| 18           | 18        | The Clue in the Captain's Painting | Ramsey Nickell    | Erika Harrison a Jesse Stern                                             | 15. dubna 2020     |

### Druhá řada (2021)
| Č. v seriálu | Č. v řadě | Původní název                         | Režie            | Scénář                                            | Premiéra v USA  |
| ------------ | --------- | ------------------------------------- | ---------------- | ------------------------------------------------- | --------------- |
| 19           | 1         | The Search for the Midnight Wraith    | Larry Teng       | Noga Landau a Melinda Hsu Taylor                  | 20. ledna 2021  |
| 20           | 2         | The Reunion of Lost Souls             | Ed Sanchez       | Andrea Thornton Bolden                            | 27. ledna 2021  |
| 21           | 3         | The Secret of Solitary Scribe         | Rachel Raimist   | Alex Taub                                         | 3. února 2021   |
| 22           | 4         | The Fate of the Buried Treasure       | Larry Teng       | Céline Geiger                                     | 10. února 2021  |
| 23           | 5         | The Drowned Woman                     | Larry Teng       | Noga Landau a Melinda Hsu Taylor                  | 17. února 2021  |
| 24           | 6         | The Riddle of the Broken Doll         | Larry Teng       | Erika Harrison a Andrea Thornton Bolden           | 24. února 2021  |
| 25           | 7         | The Legend of the Murder Hotel        | Roxanne Benjamin | Katherine DiSavino                                | 10. března 2021 |
| 26           | 8         | The Quest for the Spider Sapphire     | Roxanne Benjamin | Lisa Bao                                          | 17. března 2021 |
| 27           | 9         | The Bargain of the Blood Shroud       | Amanda Row       | Alex Taub                                         | 24. března 2021 |
| 28           | 10        | The Spell of the Burning Bride        | Amanda Row       | Jesse Stern                                       | 31. března 2021 |
| 29           | 11        | The Scourge of the Forgotten Rune     | Kristin Lehman   | Katie Schwartz                                    | 7. dubna 2021   |
| 30           | 12        | The Trail of the Missing Witness      | Kristin Lehman   | Jen Vestuto a Melissa Marlette                    | 14. dubna 2021  |
| 31           | 13        | The Beacon of Moonstone Island        | Ruben Garcia     | Céline Geiger                                     | 28. dubna 2021  |
| 32           | 14        | The Siege of the Unseen Specter       | Ramsey Nickell   | Andrea Thornton Bolden a Lisa Bao                 | 5. května 2021  |
| 33           | 15        | The Celestial Visitor                 | Ruben Garcia     | Melinda Hsu Taylor, Noga Landau a Cameron Johnson | 12. května 2021 |
| 34           | 16        | The Purloined Keys                    | Jeff W. Byrd     | Jesse Stern a Katherine DiSavino                  | 19. května 2021 |
| 35           | 17        | The Judgement of the Perilous Captive | Jeff W. Byrd     | Erika Harrison                                    | 26. května 2021 |
| 36           | 18        | The Echo of Lost Tears                | Amanda Row       | Noga Landau a Katie Schwartz                      | 2. června 2021  |

### Třetí řada (2021–2022)
| Č. v seriálu | Č. v řadě | Původní název                        | Režie           | Scénář                                 | Premiéra v USA     |
| ------------ | --------- | ------------------------------------ | --------------- | -------------------------------------- | ------------------ |
| 37           | 1         | The Warning of the Frozen Heart      | Amanda Row      | Noga Landau a Melinda Hsu Taylor       | 8. října 2021      |
| 38           | 2         | The Journey of the Dangerous Mind    | Amanda Row      | Celine Geiger a Andrea Thornton Bolden | 15. října 2021     |
| 39           | 3         | The Testimony of the Executed Man    | Shannon Kohli   | Jesse Stern                            | 22. října 2021     |
| 40           | 4         | The Demon of Piper Beach             | Clara Aranovich | Erika Harrison a Katharine DiSavino    | 29. října 2021     |
| 41           | 5         | The Vision of the Birchwood Prisoner | Ruben Garcia    | Melinda Hsu Taylor a Leilani Terrell   | 5. listopadu 2021  |
| 42           | 6         | The Myth of the Ensnared Hunter      | Ruben Garcia    | Lisa Bao                               | 12. listopadu 2021 |
| 43           | 7         | The Gambit of the Tangled Souls      | Larry Teng      | Jen Vestuto a Melissa Marlette         | 19. listopadu 2021 |
| 44           | 8         | The Burning of the Sorrows           | Larry Teng      | Katie Schwartz                         | 3. prosince 2021   |
| 45           | 9         | The Voices in the Frost              | Scott Wolf      | Katherine DiSavino                     | 10. prosince 2021  |
| 46           | 10        | The Confession of the Long Night     | Jesse Ellis     | Andrea Thornton Bolden                 | 7. ledna 2022      |
| 47           | 11        | The Spellbound Juror                 | Larry Teng      | Celine Geiger                          | 14. ledna 2022     |
| 48           | 12        | The Witch Tree Symbol                | Larry Teng      | Erika Harrison                         | 21. ledna 2022     |
| 49           | 13        | The Ransom of the Forsaken Soul      | Larry Teng      | Noga Landau a Alex Taub                | 28. ledna 2022     |

Dosud bylo odvysíláno 49 dílů seriálu.

### Čtvrtá řada
Dne 22. března 2022 stanice The CW oznámila, že seriál Nancy Drew získá čtvrtou řadu.